# Стад Осеан
Стад Осеан — многофункциональный стадион на 25 178 мест для просмотра футбольного матча и 33000 для развлекательного шоу. Располагается в городе Гавре, Франция.

## Общая информация
Стадион построен на месте бывшего сортировочного двора в Соэссенсе, право собственности на который сообщество агломерации Гавр (CODAH) приобрело у Réseau Ferré de France в 2008 году. Расходы на строительство стадиона составили в общей сложности 80 миллионов евро. Был открыт 12 июля 2012 года, тогда он стал самым большим стадионом в Нормандии.
Проект был официально оформлен сообществом агломерации Гавра (CODA) в июле 2007 года. 9 сентября 2009 года, Антуан Рафенот, мэр Гавра, и Люк Деламаи, архитектор, представляющая группу (Vinci Construction France / SCAU / KSS / IOSIS), ответственную за проектирование и строительство, предоставили публично готовый проект.
Первый камень был торжественно заложен 11 октября 2010 года. С 16 мая по 21 июня 2012 года жителям агломерации предоставили право выбрать название новому спортивному заведению. Большинство из них остановились на «Stade Océane». Стадион был открыт 12 июля 2012 года.

## Структура стадиона
Площадь спортивного центра составила 19 гектар. На футбольном матче количество посадочных мест составляет 25 178 мест, что делает его самым большим стадионом в Норманди. Он имеет 3 053 «привилегированных» места и 340 мест в VIP-кабинках. Существует также VIP-зал вместимостью 146 человек.
Высота стадиона 31 метр. Автостоянка имеет около 1270 мест. Синяя внешняя оболочка из полимера составляет 32 500 квадратных метра, а её толщина составляет 0,25 мм. На стадионе размещены два гигантских экрана площадью 46 квадратных метра.
Для обеспечения работы инфраструктуры было создано около 300 постоянных рабочих мест.

## Спортивные турниры
Стадион является домашним стадионом для футбольного клуба «Гавр».
15 августа 2012 года на стадионе состоялся товарищеский матч между Францией и Уругваем — первый матч для Дидье Дешама в качестве главного тренера.
На стадионе прошли матчи женского футбольного чемпионата мира 2019 года, в котором принимали участие 24 сборные.

## Концерты
Первый крупный концерт на стадионе состоялся 7 июня 2013 года. Здесь выступили певица Таль, Флоран Мот, Zaho, Инна Моджа, Анггун.
7 июня 2014 года на концерте собираются фанки из разных стран мира. Они собрали 15 114 зрителей.
30 мая 2015 года звезды 80-х выступили на этой арене, среди них были Сабрина Салерно, Патрик Эрнандес, Лио. Они собрали 18 020 зрителей.